# 전국노동총연맹
전국노동총연맹(스페인어: Confederación Nacional del Trabajo, CNT)은 1910년 스페인 바르셀로나에서 결성된 노동조합 연맹이다. 국제노동자협회에 가입되어 있다. 약칭은 CNT 또는 국제노동자협회의 스페인어 약칭 AIT를 함께 사용하여 CNT-AIT로 불린다. 또한 CNT는 이베리아 아나키스트 연맹(스페인어: Federación Anarquista Ibérica, FAI)에도 가입되어 있어 CNT-FAI라고도 불린다.
스페인 제2공화국 당시에는 합법단체였으나, 스페인 내전 이후, 극우 파쇼성격의 프랑코 정권이 들어선 이후부터 스페인 당국에 의해 몇 차례에 걸쳐 불법 조직으로 탄압받은 적도 있으나, 80년대 이후, 스페인이 민주화되면서 CNT는 오늘날에도 여전히 스페인의 주요 노동운동의 하나로 받아들여지고 있다. CNT의 주요 강령은 노동자 자주관리, 연방제, 상호부조 경제의 실현이다.

## 개요

### 회원
CNT는 경찰, 군사, 또는 기타 정부 기관에 속해있지 않는 한 모든 노동자와 학생을 가입 대상으로 하고 있다. 회원의 정치 사상은 자유이며 정당의 가입도 허용된다. 그러나 정당의 간부가 되면 회원 자격을 상실한다. 이는 여타 정당이 CNT를 조정하는 것을 막기 위한 장치이다.

### 목적
강령에 따르면 CNT의 목적은 "노동자의 단결과 이해의 증대"이다. 이에 덧붙여 노동 해방과 상호 부조의 실현이 이 단체의 목표이다. 또한 생디칼리즘에 따른 사회의 진보를 지지한다. CNT의 최종적인 목표는 사회 혁명을 통한 아나키스트 공산주의를 실현하는 것이다.

### 조직

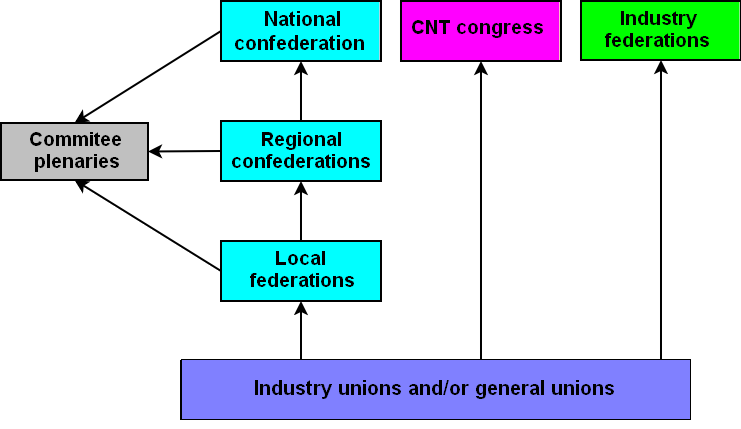
CNT 조직도

CNT는 아나키즘을 기반으로 조직을 구성하였다.
- 산별 노조: 산별 노조 단위의 노동조합은 CNT의 근간을 이루는 조직이다. 5인 이상 25인 이하의 사업장에서 근무하여 산별노조에 가입할 수 없는 노동자들은 일반 노조를 통하여 가입할 수 있다.[6] 5인 이하의 사업장에서 근무하여 노동조합을 결성할 수 없는 노동자를은 개별 회원으로 가입이 가능하다.[7]

의사 결정 기관은 대의원 대회이며 대의원들의 직접 민주주의를 통한 합의 형성으로 의사를 결정한다. 대의원 대회는 규모에 따라 지역 대회, 지방 대회, 전국 대회, 국제 대회로 나뉜다.
- 전국 대회: CNT는 지역 위원회와는 별개의 전국 대회를 열어 전체의 의사 결정을 한다. 1910년 창립 전국 대회가 열린 이후 스페인 내전 전까지 4차례의 전국 대회가 있었으며 스페인 민주화 이후 5차례의 전국 대회가 있었다.[9] CNT 전국 위원회는 전국 대회가 예정된 전 해에 안건을 상정한다.

## 역사

### 창립기

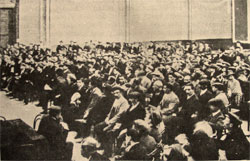
CNT 창립대회 1910년

스페인 아니키즘 운동의 초창기이던 1890년대에 후안 고메스 카사스가 CNT의 창립을 제안하였다. 1910년 카탈루냐 지방 바르셀로나에서 창립대회가 열렸으며 초창기 가입 노동자 수는 26,571명이었다.

### 제2공화국
1931년 왕정이 종식되고 스페인 제2공화국이 수립되자 CNT는 공화국을 지지하였다. 그러나 1931년에서 1933년에 걸쳐 공화국 정부가 총파업을 탄압하자 반대로 선회하였다. 이 과정에서 정부에 대한 지지 여부를 놓고 조직내 갈등이 불거졌으며 정부를 지지하던 앙겔 페스타냐는 스페인 생디칼리즘 당을 창당하며 결별하였다.
1934년 기존의 여당이자 중도 좌파를 표방하던 급진 사회주의 공화당이 선거에서 패배하고 우파 정권이 들어서자 노동조합에 대한 탄압이 극심해졌다. CNT는 기존의 불화에도 불구하고 노동자연맹(UGT)와 연대하여 인민 전선을 형성한다. 1936년 총선에서 인민 전선이 승리하여 각종 개혁 정책을 발표하자 CNT 역시 공화국을 지지한다.

### 스페인 내전
1936년 내전이 발발하자 프랑코의 파시스트군은 바르셀로나로 진격하였다. 바르셀로나의 노동자들은 CNT를 중심으로 결사 항전하였으며 많은 희생을 치러 결국 프랑코의 진군을 저지하였다. 이 때부터 스페인 내전이 끝나는 1939년까지 바르셀로나는 CNT를 비롯한 노동자들에 의해 도시 기능을 유지하였다. 조지 오웰은 이 상황을 다음과 같이 평가하였다.
| “ | 그것이 내가 처음 겪은 노동자들에 의해 운영되는 도시의 모습이었다. 도시 곳곳의 건물에 노동자들이 모여 붉은 깃발이나 적색과 흑색으로 된 아나키즘 깃발을 걸었다. 어디에나 낫과 망치가 걸려 있었고 혁명 정당의 약자가 새겨졌다. 교회에 걸려있던 성상은 파괴되고 불태워졌다. 모든 상점과 카페테리아에서는 삼삼오오 모여 앞으로의 향방에 대한 토론이 이어졌다. 심지어 구두닦이까지 이러한 토론에 뛰어들었으며 그들의 공구함을 적색과 흑색으로 칠하여 들고다녔다. 점원과 식당 종업원은 손님을 정면으로 응시하며 말하였고 그들과 자신이 동등하다는 것을 자부하고 있었다. 이전에 쓰이던 몇몇 단어들은 도시에서 더 이상 들리지 않게 되었다. 시뇨르(스페인어: Señor, 영어의 Sir에 해당하는 경칭) 돈(스페인어: Don, 귀족의 성씨 앞에 붙이는 관사)이니 하는 것뿐만아니라 우스테드(스페인어: Usted, 동사변화에 사용되는 높임말)와 같은 것도 사라졌다. 누구나 상대를 "동지"나 "너"라 불렀다. 거리에서 만나는 사람마다 서로에게 "건강을"(스페인어: Salud), "안녕하세요"(스페인어: Buenos dias)하고 인사하였다. | ” |
|   | — 조지 오웰, 《카탈루냐 찬가》, 제1장 |   |

### 프랑코 정권
1939년 스페인 내전은 결국 프랑코의 승리로 돌아갔고 스페인 제2공화국은 붕괴되었다. CNT는 프랑코 정권에 의해 불법으로 간주되었으며 철저하게 탄압받았다.

### 오늘날의 상황
1975년 프랑코가 사망한 후 스페인 민주화가 시작되어 1978년 오늘날의 스페인 정체가 시작되었다. 1977년 사회적 합의를 이끌 당시까지 살아남은 사회주의 계열의 운동 단체는 CNT가 유일하였다. 이후 CNT는 합법적인 노동조합 연맹으로서 활동하고 있다.

## 같이 보기
- 부에나벤투라 두루티

## 참고 문헌
- CNT (2001) (in Spanish). Anarcosindicalismo básico. Seville: Federación Local de Sindicatos de Sevilla de la CNT-AIT. ISBN 84-920698-4-8.
  - CNT; Jeff Stein (1998) (in English) (PDF). Basic Anarcho-Syndicalism[깨진 링크(과거 내용 찾기)]. Johannesburg, South Africa: Zabalaza Books. Retrieved 2008-01-07.
- Aguilar Fernández, Palomar (2002). Memory and Amnesia: The Role of the Spanish Civil War in the Transition to Democracy. Berghahn Books. ISBN 1-57181-496-5.
- Ackelsberg, Martha A. (2005). Free Women of Spain: Anarchism and the Struggle for the Emancipation of Women. Oakland: AK Press. ISBN 1-902593-96-0.
- Alexander, Robert (1999). Anarchists in the Spanish Civil War. Janus Publishing Company. ISBN 1-85756-412-X.
- Beevor, Antony (2006). The Battle for Spain: The Spanish Civil War 1936-1939. London: Weidenfeld & Nicolson. ISBN 978-0-297-84832-5.
- Bowen, Wayne H. (2006). Spain During World War II. University of Missouri Press. ISBN 0-8262-1658-7.
- Christie, Stuart (2002). My Granny Made Me an Anarchist: The Cultural and Political Formation of a west of Scotland ‘baby-boomer’. Christie Books. ISBN 1-873976-14-3.
- Christie, Stuart (2003). General Franco Made Me A ‘Terrorist’. Christie Books. ISBN 1-873976-19-4.
- Fernández, Frank, Cuban Anarchism: The History of a Movement, See Sharp Press.
- Gómez Casas, Juan (1986). Anarchist Organisation: The History of the F.A.I.. Black Rose Books Limited. ISBN 0-920057-38-1.
- Geary, Dick (1989). Labour and Socialist Movements in Europe Before 1914. Berg Publishers. ISBN 0-85496-705-2.
- Horn, Gerd-Rainer (1996). European Socialists Respond to Fascism: Ideology, Activism and Contingency in the 1930s. Oxford University Press US. ISBN 0-19-509374-7.
- Meltzer, Albert (1996). I Couldn't Paint Golden Angels: Sixty Years of Commonplace Life and Anarchist Agitation. Oakland: AK Press. ISBN 1-873176-93-7.
- Orwell, George (1938). Homage to Catalonia.
- Porcel, Baltasar (1978) (in Spanish). La revuelta permanente. Barcelona: Editorial Planeta. ISBN 84-320-5643-X.
- Roca Martínez, Beltrán (2006). "Anarchism, anthropology and Andalucia: an analysis of the CNT and 'New Capitalism'[깨진 링크(과거 내용 찾기)]" (in English) (PDF). Anarchist Studies (London: Lawrence & Wishart) 14 (2): 106–130. ISSN 3393 0967 3393. Retrieved 2007-12-27.
- Villar, Manuel (1994) (in Spanish). El anarquismo en la insurrección de Asturias: la CNT y la FAI en octubre de 1934. Madrid: Fundación Anselmo Lorenzo. ISBN 84-86864-15-1.
- Woodcock, George (1962). Anarchism: A History Of Libertarian Ideas And Movements. Broadview Press. ISBN 1-55111-629-4.